# Teodora Poštič

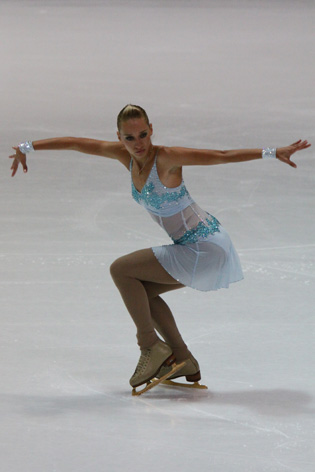
Teodora Poštič in 2009

Teodora Poštič (Jesenice, 25 september 1984) is een Sloveense kunstschaatsster.
Poštič is actief als individuele kunstschaatsster en wordt gecoacht door Marina Pirkmajer.

## Persoonlijke records
| records             | punten | datum      | toernooi |
| ------------------- | ------ | ---------- | -------- |
| Hoogste totaalscore | 114.95 | 24-01-2009 | EK 2009  |
| Hoogste korte kür   | 44.46  | 22-01-2010 | EK 2010  |
| Hoogste lange kür   | 75.84  | 22-03-2006 | WK 2006  |

## Belangrijke resultaten
| Kampioenschap           | 97/98 | 98/99 | 99/00 | 00/01 | 01/02 | 02/03 | 03/04  | 04/05 | 05/06 | 06/07 | 07/08 | 08/09 | 09/10 |
| ----------------------- | ----- | ----- | ----- | ----- | ----- | ----- | ------ | ----- | ----- | ----- | ----- | ----- | ----- |
| Olympische Spelen       |       |       |       |       |       |       |        |       |       |       |       |       | 27e   |
| Wereldkampioenschap     |       |       |       |       |       |       |        |       | 30e   | 36e   |       | 35e   | 34e   |
| Europees Kampioenschap  |       |       |       |       |       |       |        | 30e   | 20e   |       | 36e   | 18e   | 19e   |
| Nationaal Kampioenschap |       |       | 5e    | Brons | Brons | Brons | Zilver |       | Goud  | Goud  | Goud  | Goud  |       |
| WK junioren             |       |       |       |       | 39e   |       | 23e    |       |       |       |       |       |       |
| NK Junioren             | 6e    | 6e    |       |       |       |       |        |       |       |       |       |       |       |